# Sylikat
Sylikat (łac. silex, dop. silicis - twardy kamień, krzemień, kwarc) – sztuczny kamień produkowany z piasku, wapna, rzadziej cementu. Stosowany do wyrobu tynków, cegieł, wzmacniania gruntów itp.